# 100景
『100景』は、日本のバンド音速ラインの2枚目のスタジオ・アルバムである。2006年7月26日発売。発売元はユニバーサルミュージック。

## 概要
- インディーズ時代の楽曲も収録。

## 収録曲
1. 3分の2[0:28]
作詞・作曲：藤井敬之、編曲：音速ライン
2. コトノハ[2:07]
作詞・作曲：藤井敬之、編曲：音速ライン
3. みずいろの町[3:34]
作詞・作曲：藤井敬之、編曲：音速ライン
  - ギターが追加で重ねられているため、厳密にはアルバムバージョン。
4. ナツメ[3:41]
作詞・作曲：藤井敬之、編曲：音速ライン
5. ここにいる[3:41]
作詞・作曲：藤井敬之、編曲：音速ライン
6. 上昇気流[3:04]
作詞・作曲：藤井敬之、編曲：音速ライン
PV監督は川村ケンスケ。
7. 夕凪の橋[2:31]
作詞・作曲：藤井敬之、編曲：音速ライン
8. 観覧車[2:48]
作詞・作曲：藤井敬之、編曲：音速ライン
9. ラリー[4:37]
作詞・作曲：藤井敬之、編曲：音速ライン
10. 週末旅行[3:57]
作詞・作曲：藤井敬之、編曲：音速ライン
11. 5日ノート[3:53]
作詞・作曲：藤井敬之、編曲：音速ライン